# Craig Sives
Craig Sives (Edimburgo, 9 aprile 1986) è un ex calciatore scozzese, di ruolo difensore.

## Palmarès

### Club

#### Competizioni nazionali
- Campionato irlandese: 2

Shamrock Rovers: 2010, 2011
- Coppa di Lega irlandese: 1

Shamrock Rovers: 2013
- Scottish Challenge Cup: 1

Livingston: 2014-2015

#### Competizioni internazionali
- Setanta Sports Cup: 1

Shamrock Rovers: 2011